# Sven Svensson (målare)
Sven Georg Svensson, född 2 november 1898 i Grängesberg, död 23 augusti 1988 i Vallentuna, var en svensk teckningslärare, målare och tecknare.
Han var son till gruvmaskinisten Sven Johan Svensson och Lovisa Svensson. Efter studier vid Tekniska aftonskolan i Grängesberg fortsatte han sina studier i Oslo vid Statens håndverks- og kunstindustriskole samt för Christian Krohg vid den norska konstakademien 1915–1916. Han återvände till Sverige 1916 och studerade för Olle Hjortzberg vid Kungliga konsthögskolan samtidigt som han följde undervisningen vid Althins målarskola 1917–1918. Han återvände till sin hembygd 1920 där han sedan 1945 arbetade som teckningslärare i Vansbro samt i några av grannkommunernas skolor. På sommarhalvåren under 1920-talet tillbringade han stor del av sin lediga tid i Grangärdetrakten och under 1930-talet vid västkusten och många av hans landskapsskildringar är hämtade från dessa bägge trakter. Svensson levde isolerat på landsbygden och genomförde inga separatutställningar och hans konst köptes i den mån han ville sälja till stor del av enskilda personer i Dalarna och Västsverige. Hans konst består av porträtt och landskapsmålningar utförda i olja samt i form av teckningar. Svensson är representerad i Kopparbergs läns landsting.